# Campionato asiatico femminile di pallacanestro 1994
Il 15º Campionato Asiatico Femminile di Pallacanestro FIBA (noto anche come FIBA Asia Championship for Women 1994) si è svolto a Sendai in Giappone dal 24 aprile al 17 maggio 1994.
I Campionati asiatici femminili di pallacanestro sono una manifestazione biennale tra le squadre nazionali organizzato dalla FIBA Asia.

## Squadre partecipanti
- Corea del Sud
- Cina
- Giappone
- Taiwan
- Malaysia
- Thailandia
- Kirghizistan
- Hong Kong
- Indonesia
- Kazakistan
- Filippine

## Risultati

### Livello I
| Squadra       | Partite giocate | Vinte | Perse | Punti fatti | Punti subiti | Differenza | Punti |
| ------------- | --------------- | ----- | ----- | ----------- | ------------ | ---------- | ----- |
| Cina          | 4               | 3     | 1     | 359         | 237          | +122       | 7     |
| Corea del Sud | 4               | 3     | 1     | 406         | 254          | +152       | 7     |
| Giappone      | 4               | 3     | 1     | 359         | 276          | +83        | 7     |
| Taiwan        | 4               | 1     | 3     | 286         | 3326         | -40        | 5     |
| Hong Kong     | 4               | 0     | 4     | 188         | 505          | −317       | 4     |

### Livello II
| Squadra | Partite giocate | Vinte | Perse | Punti fatti | Punti subiti | Differenza | Punti |
| ------- | --------------- | ----- | ----- | ----------- | ------------ | ---------- | ----- |
|         |                 |       |       |             |              |            |       |
|         |                 |       |       |             |              |            |       |
|         |                 |       |       |             |              |            |       |
|         |                 |       |       |             |              |            |       |
|         |                 |       |       |             |              |            |       |
|         |                 |       |       |             |              |            |       |

## Finali

### Finale 1º posto
|  | Finale        |               |    |  |
|  |               |               |    |  |
|  | 1 maggio 1990 | 1 maggio 1990 | 74 |  |
|  | Corea del Sud | Corea del Sud | 66 |  |

### Finale 3º posto
|  | Finale   |          |    |  |
|  |          |          |    |  |
|  | 1 maggio | 1 maggio | 92 |  |
|  | Taiwan   | Taiwan   | 67 |  |

## Classifica finale
| Posizione | Squadra       | Vinte/Perse |
| --------- | ------------- | ----------- |
| Oro       | Cina          | 4-1         |
| Argento   | Corea del Sud | 3-2         |
| Bronzo    | Giappone      | 4-1         |
| 4         | Taiwan        | 1-4         |
| 5         | Hong Kong     | 0-4         |
| 6         |               |             |
| 7         |               |             |
| 8         |               |             |
| 9         |               |             |
| 10        |               |             |
| 11        |               |             |

## Campione d'Asia
| Campione d'Asia | Campione d'Asia | Campione d'Asia | Campione d'Asia |
| --------------- | --------------- | --------------- | --------------- |
| Cina            |                 |                 |                 |